# حسين بشير
حسين بشير (22 أغسطس 1945 - 21 نوفمبر 2018)، مغني مصري. ولد في محافظة السويس، من أصل نوبي.

## أغانيه
- الوداع يا جمال يا حبيب الملايين
- هنا القاهرة
- عدينا
- ألبوم سمارة اللون
- ألبوم عابر سبيل
- ألبوم شجر الصفصافه
- ألبوم اه منها